# Пал Завада
Пал Завада (угор. Závada Pál; нар. 14 грудня 1954, Тоткомлош, Угорщина) — угорський соціолог і письменник словацького походження.

## Біографія
Належить до словацької меншості в Угорщині. Вивчав економіку в університеті Печа (1974—1978), потім — соціологію в Будапештському університеті (1980—1982). У 1982—1993 — співробітник Інституту соціології Академії Наук Угорщини. З 1992 — головний редактор літературного журналу Holmi (Пожитки).

## Творчість
Соціологічні праці і перші книги Завади були присвячені життю словацьких селян на південному сході Угорщини. У роман «Наше чуже тіло» (2008) через довгу нічну розмову 16 персонажів входить драматична історія країни першої половини XX століття.
Завада — укладач антології словацької прози Угорщини (2005).

## Книги
- Kulákprés, Család- és falutörténeti szociográfia, Tótkomlós 1945—1956 / Кулаковыжималка. Социология семейной и сельской истории Тоткомлоша, 1945—1956 (1986, пересмотр.изд.1991)
- Mielőtt elsötétül/ Пока не стемнело (1996, новеллы)
- Jadviga párnája/ Подушка Ядвиги (1997, роман, экранизирован Кристиной Деак, 2000)
- Milota/ Милота (2002, роман)
- A fényképész utókora/ Наследие фотографа (2004, роман)
- Idegen testünk/ Наше чужое тело (2008, роман)

## Визнання
Роман «Подушка Ядвіги» став в Угорщині бестселером, його перекладено німецькою мовою, фільм Христини Деак отримав нагороди Угорщини і за кордоном.
Завада — лауреат кількох соціологічних премій. Літературні премії Аттіли Йожефа (1998), Тібора Дері (1998), Дьюлі Круд (1999), Шандора Мараї (2000), Лайоша Кошута (2005). Почесний громадянин Тоткомлош (2000).